# Béla Kovács
Béla Kovács (ur. 25 lutego 1960 w Budapeszcie) – węgierski polityk i menedżer, poseł do Parlamentu Europejskiego VII i VIII kadencji, przewodniczący Sojuszu Europejskich Ruchów Narodowych.

## Życiorys
Jego ojczym był pracownikiem technicznym węgierskiej służby dyplomatycznej, z uwagi na jego pracę Béla Kovács między 1976 a 1980 wraz z rodziną mieszkał w Tokio. Absolwent Moskiewskiego Państwowego Instytutu Stosunków Międzynarodowych (1986), kształcił się także w zakresie prawa inwestycyjnego. Od 1988 do 2003 pracował w międzynarodowych spółkach prawa handlowego w Rosji i Japonii, później prowadził własny lokal gastronomiczny. W 2005 przystąpił do Ruchu na rzecz Lepszych Węgier.
W wyborach europejskich w 2009 kandydował do Parlamentu Europejskiego. Mandat europosła objął 31 maja 2010, zastępując Zoltána Balczó, wybranego do Zgromadzenia Narodowego. W PE VII kadencji pozostał posłem niezrzeszonym. W 2014 z powodzeniem ubiegał się o reelekcję, mandat wykonywał do 2019. Został w międzyczasie przewodniczącym Sojuszu Europejskich Ruchów Narodowych.
W 2015 Europarlament uchylił jego immunitet w związku z prowadzonym na Węgrzech postępowaniem karnym, w którym politykowi zarzucono szpiegostwo na rzecz Rosji. Utracił wkrótce też członkostwo w Jobbiku. Po 2019 przeniósł się na stałe do Rosji. W wyniku procesu został uniewinniony od zarzutu szpiegostwa, a także skazany na karę pozbawienia wolności z warunkowym zawieszeniem jej wykonania za oszustwa finansowe i fałszowanie dokumentów. Na skutek kasacji i uznania zarzutu szpiegostwa za potwierdzony w 2022 otrzymał karę pięciu lat pozbawienia wolności.